# Thyrosticta triangulifera
Thyrosticta triangulifera är en fjärilsart som beskrevs av Griveaud 1964. Thyrosticta triangulifera ingår i släktet Thyrosticta och familjen björnspinnare. Inga underarter finns listade i Catalogue of Life.